# Lanterne céleste
Pour les articles homonymes, voir Lanterne et Céleste.
Une lanterne céleste ou ballon lanterne ou lanterne à souhait ou bougie du ciel ou lanterne volante chinoise ou thaïlandaise (天燈, en chinois) est un petit ballon à air chaud, constitué d'une sorte de cloche en papier de riz munie d'une bougie ou d'une étoupe enflammée fixée au centre du croisillon métallique. C'est une variante des lampions et des lanternes flottantes, utilisées depuis l'Antiquité en Chine et Asie du Sud-Est.

## Description
Fonctionnant sur le même principe que la montgolfière, les lanternes célestes ressemblent à de gros lampions capables de s'envoler. Elles sont traditionnellement conçues à partir de papier de riz fixé sur un cercle de bambou, avec un brûleur en papier de cire, relié au cercle de bambou par deux ou quatre fils de métal. Une fois allumée, la flamme chauffe l'air contenu dans la lanterne, abaissant ainsi sa densité par rapport à celle de l'air plus froid extérieur, ce qui a pour effet de faire s'élever la lanterne dans les airs, jusqu’à ce qu'elle ne soit plus qu'un point lumineux avec un effet final de ciel constellé d'étoiles. Les lanternes célestes sont conçues pour voler tant que le brûleur reste allumé, après quoi elles redescendent lentement vers le sol. 

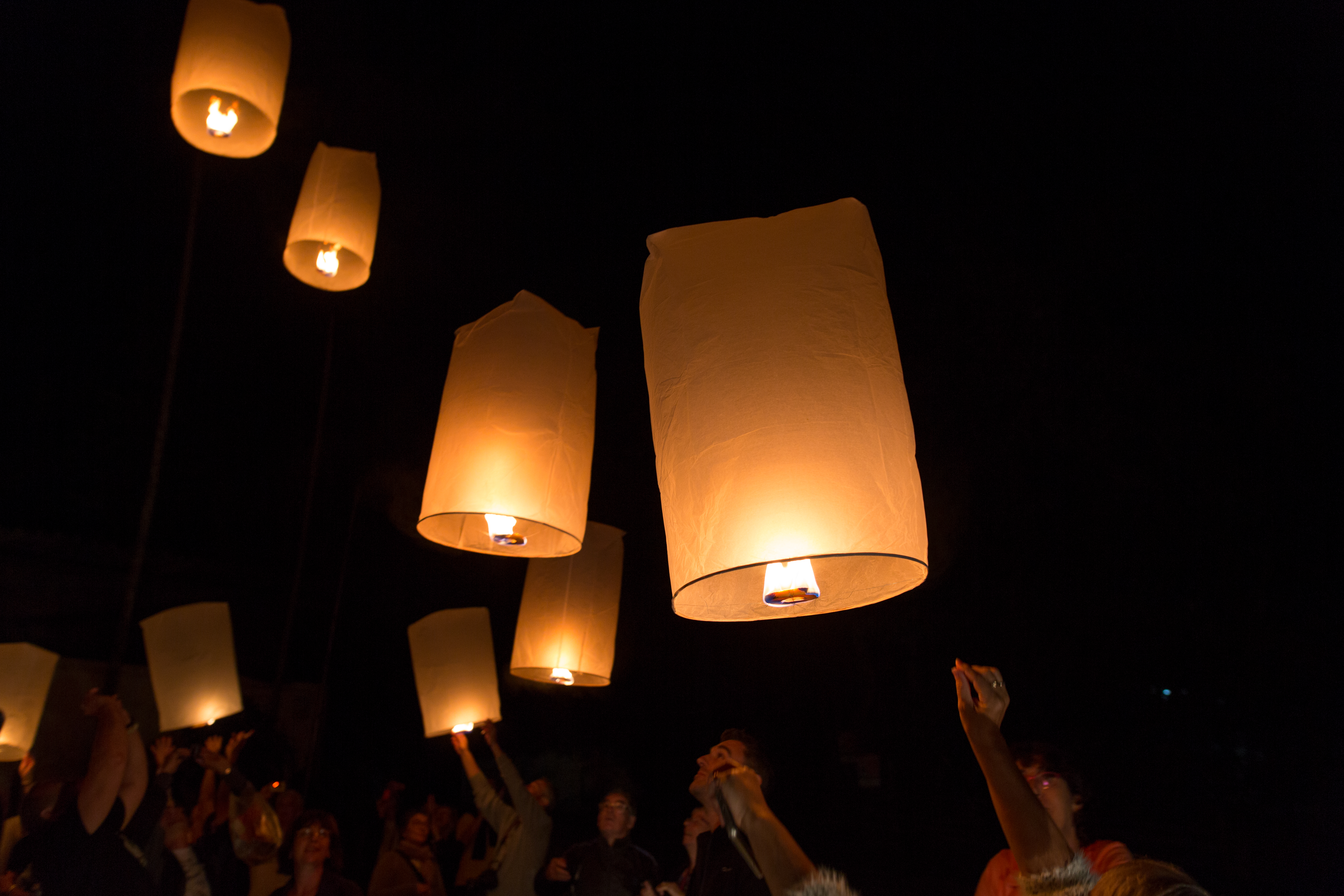
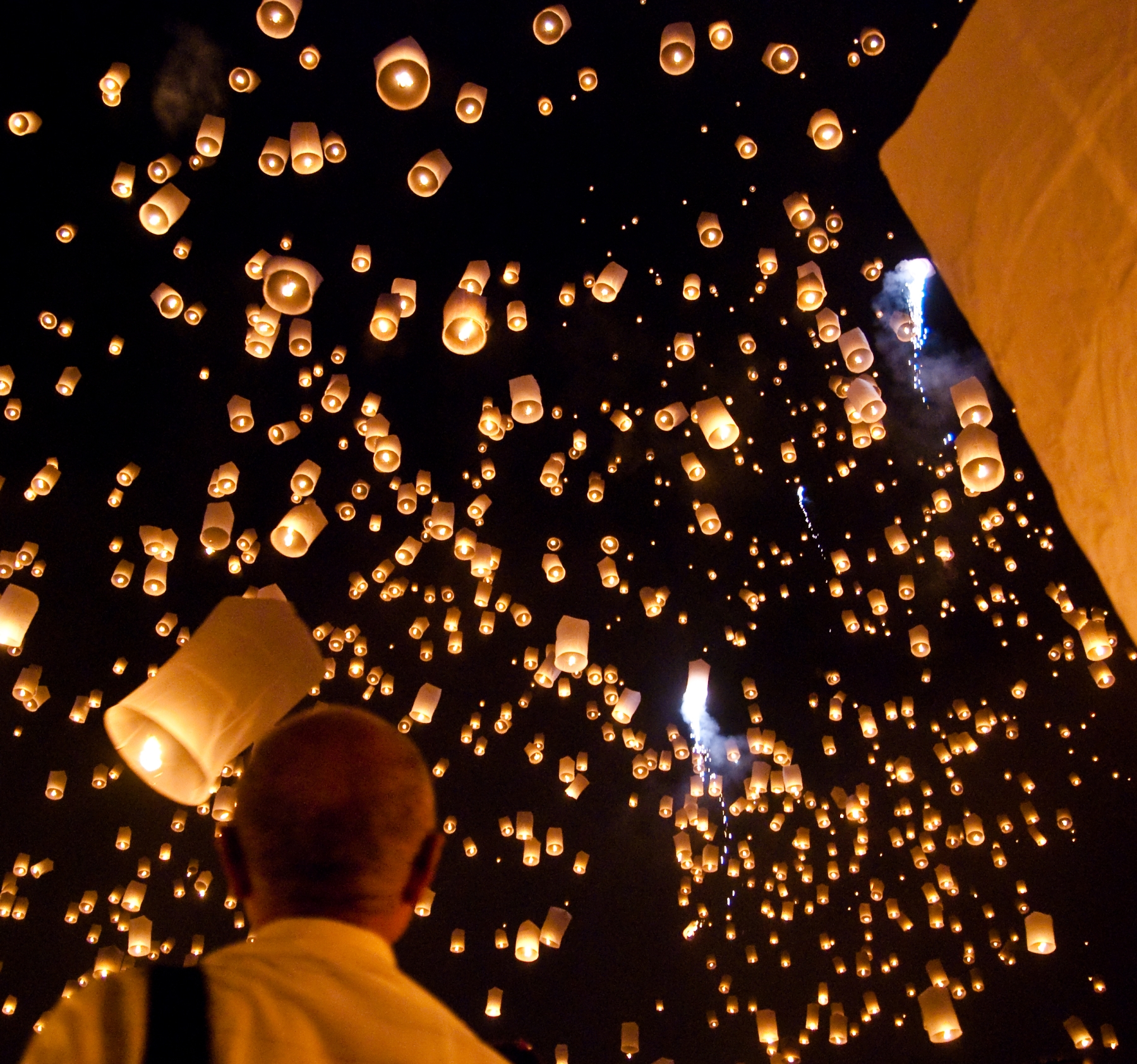
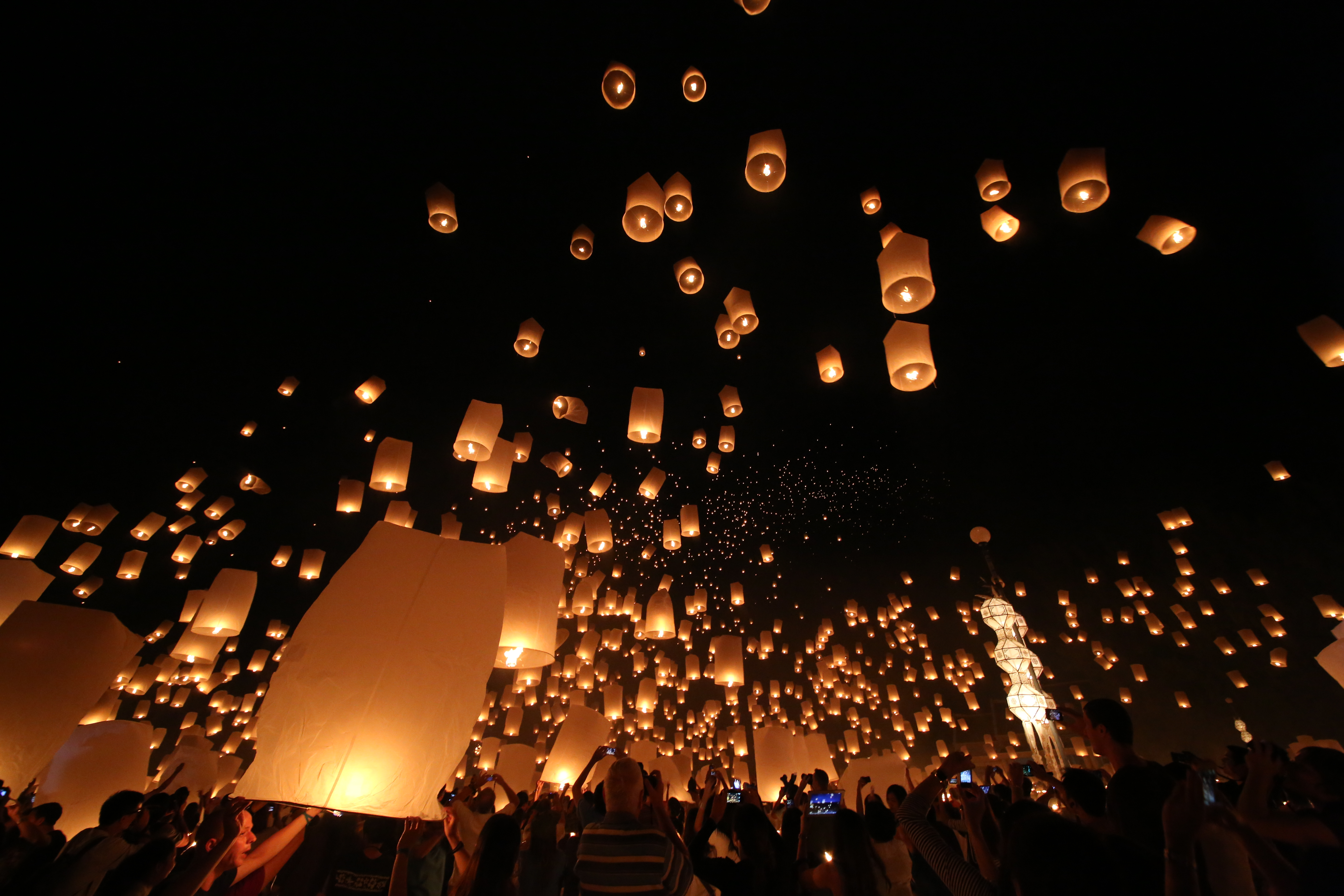
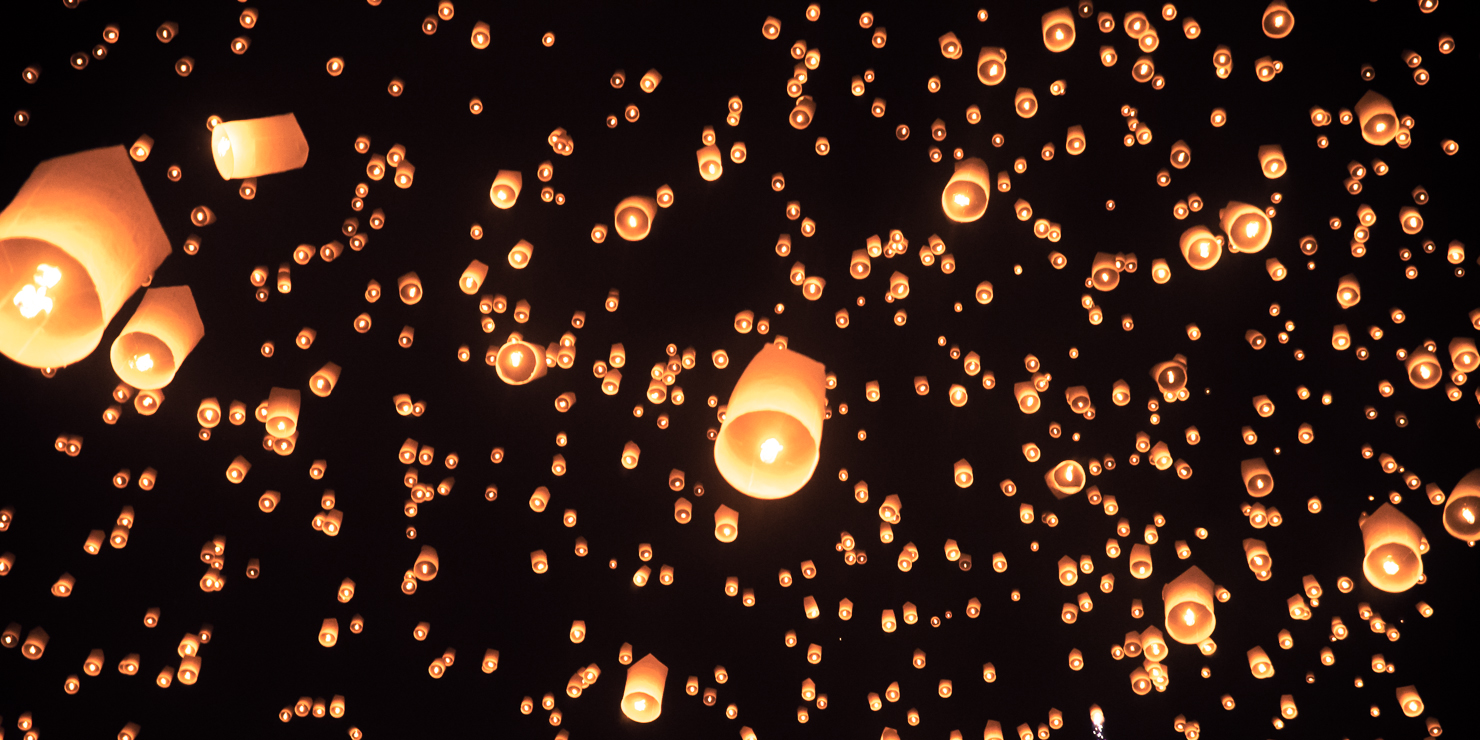

Hormis la structure métallique, la surface des lanternes célestes est traditionnellement biodégradable (le papier de riz se désagrège au contact de l'eau après quelques mois). Mais, par souci de sécurité, certaines sont entièrement traitées ignifuge contre le feu, afin d'éviter au papier de s'enflammer au décollage ou pendant le vol. Ce traitement les rend moins biodégradables. Les lanternes retombent au sol ou s'accrochent dans les arbres, dans un rayon d'environ 3 km du lancer, et présentent un niveau de pollution de déchets abandonnés dans la nature.

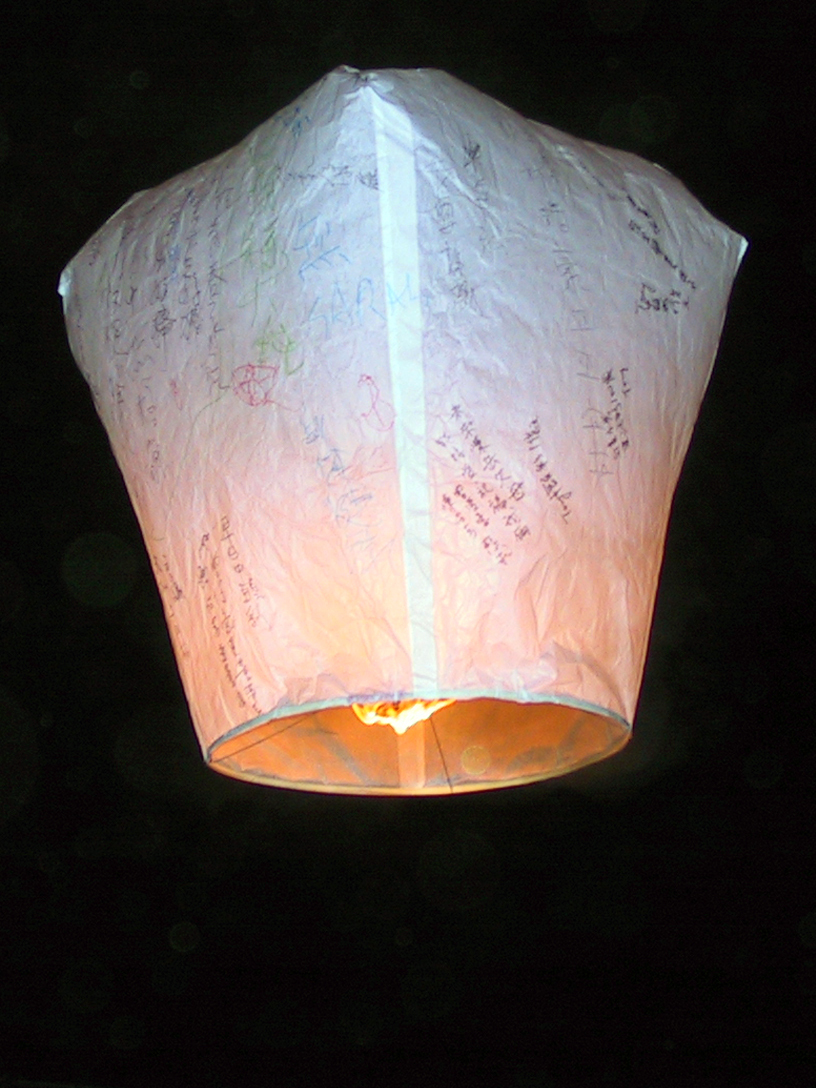
Une lanterne moderne.

## Histoire

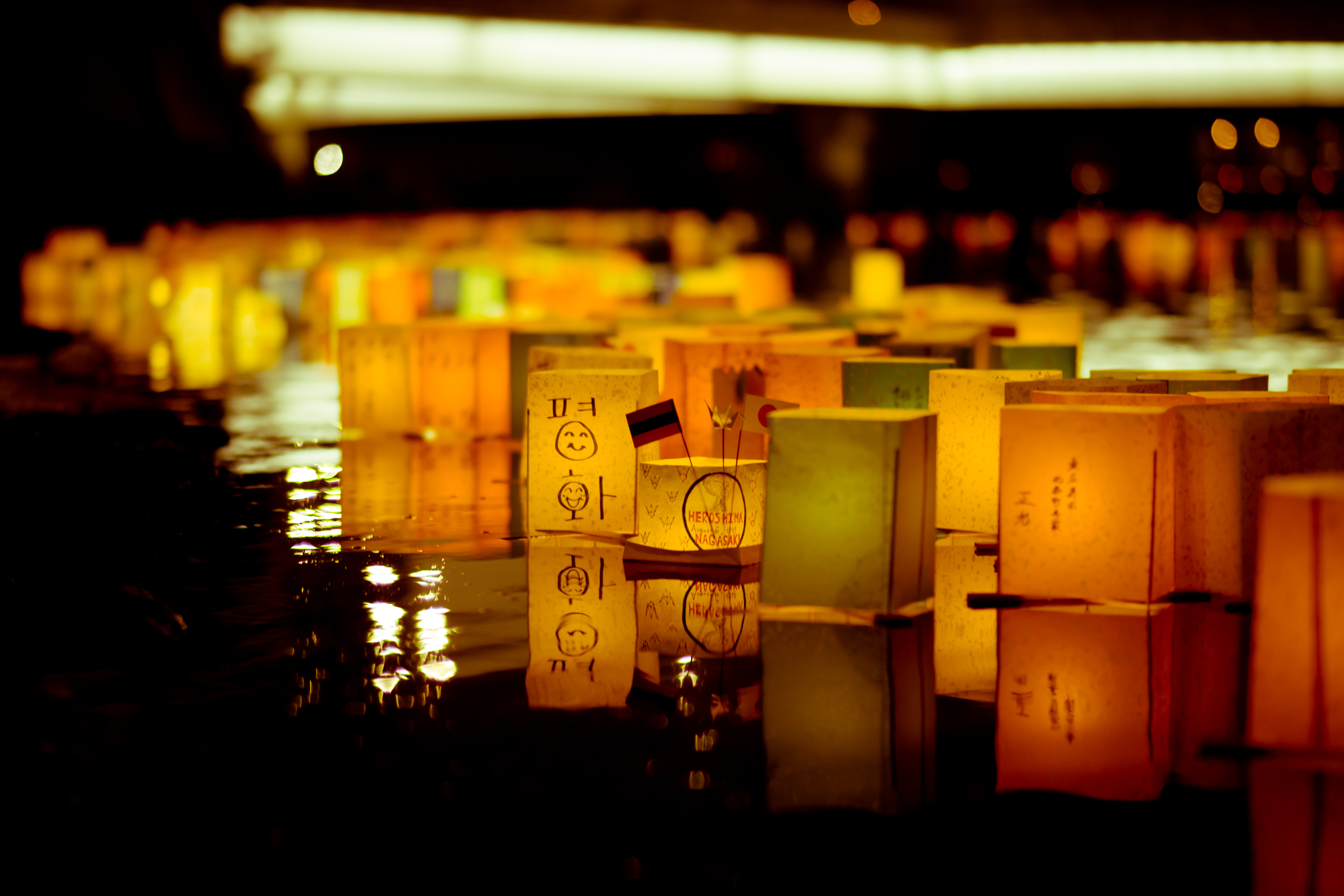
Lanternes flottantes (variante).

D'après la tradition populaire chinoise, la lanterne Kongming (孔明燈), premier ballon à air chaud de l'histoire aurait été inventée par Zhuge Liang (181-234) plus connu sous le prénom social de Kongming, un des plus brillants chefs stratèges-tacticiens militaire de l’époque des Trois Royaumes de Chine, qui les utilisa au début du IIIe siècle pour des signaux de communication militaire.

## Fêtes traditionnelles

Fête de la neige de Nakatsugawa au Japon.

Dans l'ensemble des territoires formant la Chine historique, les lanternes célestes, devenues populaires chez les enfants, furent par la suite employées à l'occasion de fêtes populaires, en particulier pour des occasions spéciales telles que des mariages ou des célébrations diverses, à titre de porte-bonheur, ou porte-chance, ou pour exaucer des souhaits. Elles sont utilisées en grandes quantités entre autres pour la fête des lanternes du Nouvel An chinois, ou à l'occasion de festivals tels que celui de Pingxi à Taïwan...

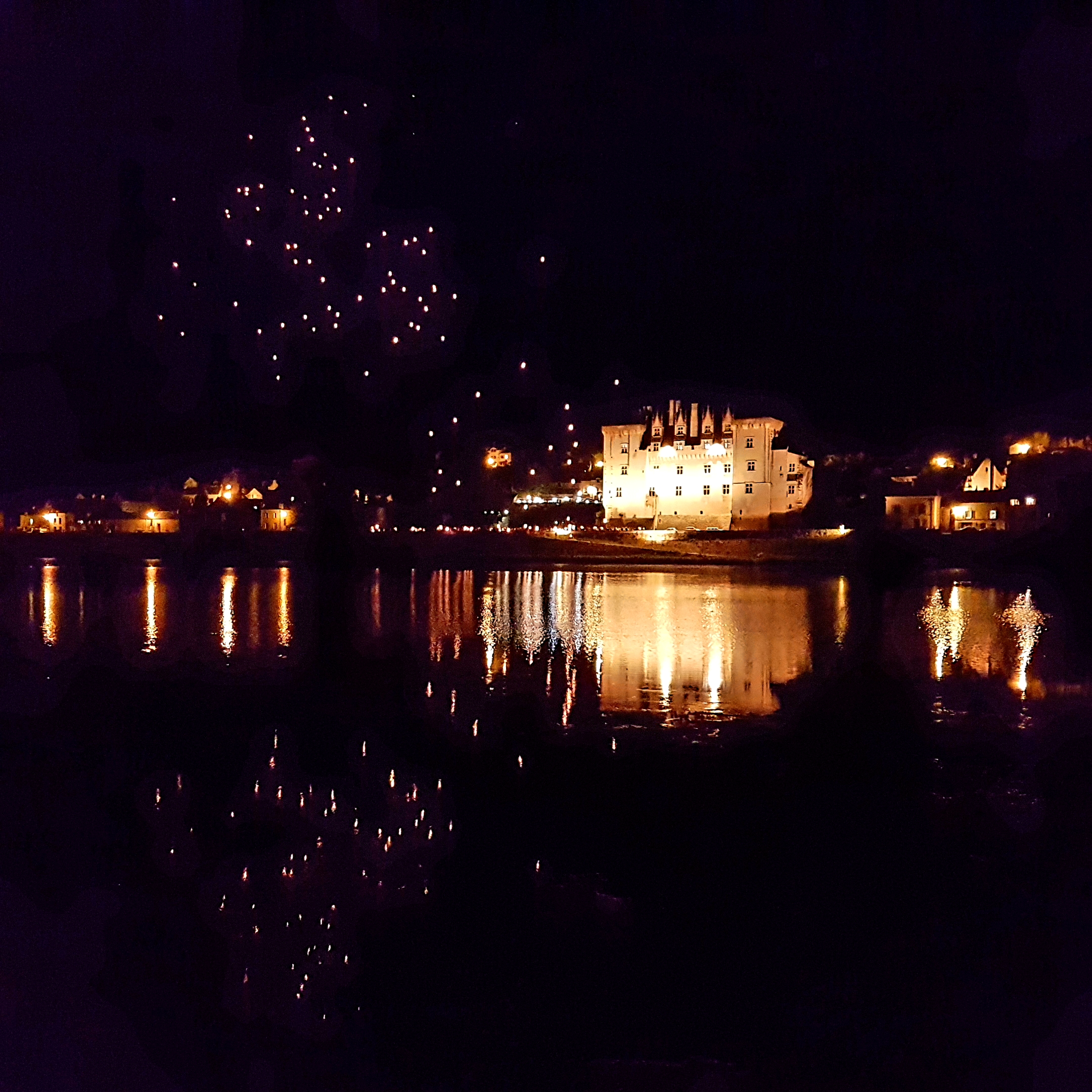
Lanternes volantes au château de Montsoreau - musée d'Art contemporain du Val de Loire.

Les thaïlandais utilisent également des lanternes célestes connues sous le nom de Khoom Loy. Les habitants du nord de la Thaïlande utilisent les lanternes célestes tout au long de l'année pour célébrer toute type d'occasions (mariages, anniversaires ...).  
Au mois de novembre, lors de la pleine lune, a lieu le festival de Loi Krathong, célèbre pour ses lâchers spectaculaires de lanternes célestes. À l'occasion de cette fête, des milliers d'amoureux se réunissent sur les berges des fleuves, y disposent des lanternes flottantes, lancent des pétards et feux d'artifice et lâchent ensemble une lanterne céleste. Ce geste est symbole de chance, la tradition voulant que les problèmes de chacun s'envolent au vent avec les lanternes.

## Sécurité

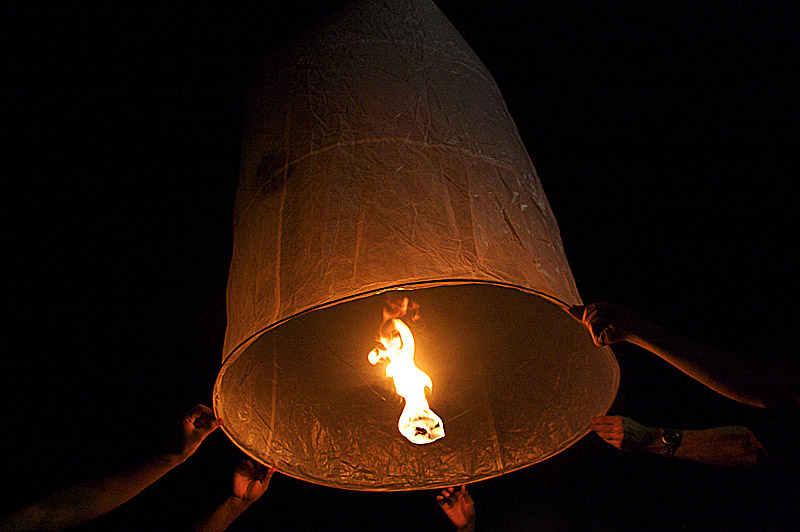
Lâcher de lanternes célestes du festival de Loi Krathong de Phuket en Thaïlande.

Les lanternes célestes sont illégales dans plusieurs pays du monde en raison des risques d'incendie. Les lanternes fonctionnant grâce à un brûleur, leur utilisation doit être faite avec prudence (risques d'incendie). L'utilisation de lanternes traitées contre le feu permet d'éliminer une part importante de ce danger. Elles sont faites pour être utilisées à l'air libre. Il est important de ne pas les utiliser en cas de pluie ou de vents forts (>8 km/h). En effet, la pluie alourdit sérieusement la lanterne. Aussi, en présence de vents forts, l'air chaud s'échappe de la lanterne. Dans les deux cas, la lanterne risque de voler bas et peut représenter un danger. Toutefois, en respectant les consignes de sécurité, les lanternes célestes restent relativement peu dangereuses comparées aux feux d'artifice par exemple, dont la nature explosive peut causer des blessures.

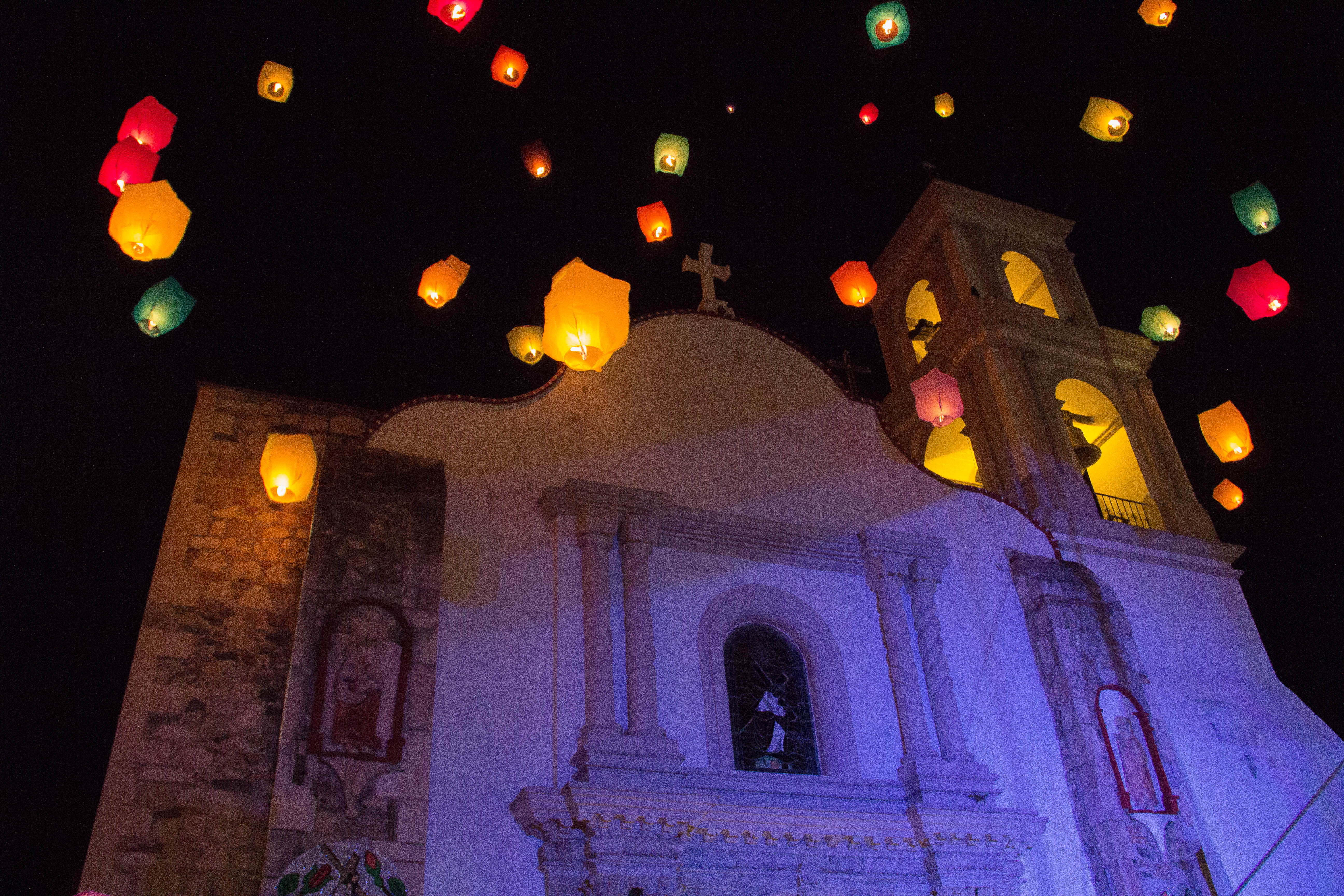
Au Mexique.

## Signalements d'OVNI
En France, les lanternes célestes ont surtout fait parler d'elles au printemps 2008 à la suite d'observations d'OVNI à l'Île-d'Yeu qui se sont avérés être des lanternes célestes lâchées par des touristes de retour de Thaïlande
En août 2010, de nombreuses observations d'objets lumineux ont été rapportées dans le nord de la France. La Voix du Nord a levé le voile sur ce mystère en prouvant qu'il s'agissait de lanternes célestes.
Le GEIPAN ou le MUFON France reçoivent très régulièrement des signalements typiques des lanternes thaïlandaises : des lumières jaune-orangées, voire rouges ou violettes, souvent en file indienne et se déplaçant lentement et sans aucun bruit au gré du vent et des turbulences, de façon un peu erratique (en altitude, le vent peut être très différent de celui au sol, surtout la nuit), et qui s'éteignent au bout d'une à dix minutes.

## Aéronautique
Les lanternes célestes sont, avec entre autres le cerf-volant ou le bambou-coptère, les plus anciennes formes d'aéronefs des histoire de l'aérostation et histoire de l'aviation, très antérieures aux Montgolfière, ballon à gaz, et ballon dirigeable.

## Au cinéma
- 2008 : Les Trois Royaumes, de John Woo[7]
- 2010 : Raiponce, de Walt Disney Pictures, avec la chanson Je veux y croire[8].
- 2016 : La Grande Muraille, de Zhang Yimou, avec Matt Damon.